# Aethiamblys auricomus
Aethiamblys auricomus là một loài tò vò trong họ Ichneumonidae.